# Симон (царь Имеретии)
Симон (груз. სიმონი; ? — 1701) — царь Имеретии. Царствовал с 1699 по 1701 год. Внебрачный сын имеретинского царя Александра IV.

## Биография
После гибели отца (1695) царевич Симон воспитывался при дворе картлийского царя Ираклия I. В 1698 году турецкий султан приказал ахалцихскому паше Салим-паше изгнать из Имеретии царя Арчила. Селим-паша попросил картлийского царя Ираклия прислать к нему царевича Симона, сына Александра. Симон был отправлен Ираклием в Ахалцихе. В 1699 году Селим-паша с турецким войском вступил в Имеретию. Многие знатные имеры стали переходить от Арчила на сторону Симона. Осенью Арчил ушёл в Рача и своего племянника Вахтанга оставил там, ибо Кавказ был заснежен и с домочадцами он пройти не мог. Арчил прошёл по Лиахви, перешёл в Тагаури, перезимовал там и весной отправился в Россию.
Ахалцихский паша Селим-паша занял Кутаиси и посадил Симона на царский престол в Имеретии, а сам вернулся в Ахалцихе. Новый имеретинский царь Симон женился на Анике, дочери Георгия Абашидзе. Вскоре Симон поссорился с царицей Тамарой, сестрой своей жены Аники Абашидзе. Многие имеретинцы сохраняли верность царице Тамаре. Симон бежал в Картли, а в Имеретии стал править Георгий Абашидзе, отец жены Симона. Гурийский князь Мамия Гуриели решил посадить на царский престол Симона и попросил ахалцихского пашу прислать его. По требованию паши картлийский царь Ираклий I (Назарали-хан) прислал царевича Симона в Ахалцихе. Оттуда Симон был доставлен в Гурию. Мамия Гуриели заставил Симона развестись со своей женой Аникой и жениться на своей сестре. Крупные имеретинские вельможи Абашидзе и Липартиани собрали войско в Сачилао, предложив князю Мамии Гуриели убить Симона и самому занять царский престол. Мамия Гуриели отказался сам убить убить царя и разрешил им это сделать. В 1701 году наёмные убийцы умертвили имеретинского царя Симона.